# Steven Adler
Steven Adler (Michael Coletti; nascido em 22 de janeiro de 1965) é um baterista e compositor americano e foi membro da formação clássica da banda Guns N' Roses.

## Biografia
Steven se mudou para Los Angeles em 1972, e depois se mudou para Nova York em 1974 Ele conheceu guitarrista Slash e Duff McKagan na adolescência e formaram o Road Crew. Quando Axl Rose formou o Guns N' Roses, Slash e Steven se uniram sugeridos por Duff McKagan. Não era nenhum segredo que Steven estava tendo sérios problemas com drogas. O Guns N' Roses pôde tocar somente duas músicas no Farm Aid IV, em 1990, devido às más condições de Steven. 
Ele foi despedido em Junho de 1990, durante a produção de Use Your Illusion I & Use Your Illusion II, sob a alegação que seu contrato incluía uma cláusula que o demitiria se ele continuasse se drogando. Foi substituído por Matt Sorum.
Em 1992, ele processou a banda, culpando-a por te-lo tornado viciado em entorpecentes. Um ano depois, por um acordo feito fora da Suprema Corte, a banda deu 2,5 milhões de dólares para Adler.
Steven ainda continuou se drogando, o que o levou em 1996 a um derrame que prejudicou sua fala. Atualmente, toca no Adler's Appetite, uma banda cover que toca especialmente Guns, e acabou de lançar um livro sobre os anos que ficou no Guns N' Roses.
No início de 2005, Steven criou a banda Adler's Appetite, tocando covers do G N' R e algumas músicas próprias. A banda também não durou muito tempo. Em 2006, quando estavam prestes a lançar o primeiro EP de estúdio, Steven teve novos problemas com as drogas e desmarcou todos os shows da banda na Europa e América do Sul (incluindo Brasil). Entrevistas polêmicas foram dadas por Steven logo após o cancelamento da turnê do Adler's Appetite. 
No dia 28 de junho de 2019, Adler foi hospitalizado depois de se esfaquear, segundo o site TMZ. Segundo fontes na polícia ouvidas pela publicação, uma chamada para o número de emergência foi feita na noite de quinta-feira (27 de junho) para informar que uma pessoa tinha se esfaqueado na casa do músico, em Los Angeles. Quando policiais e paramédicos chegaram ao local, descobriram que era o baterista, que estava com um corte na região do estômago. De acordo com o TMZ, Adler foi levado a um hospital da cidade com ferimentos que não apresentam risco à vida do roqueiro. Não há suspeita de envolvimento de nenhuma outra pessoa no incidente.

## Banda "Adler"
Em 2012 foi formada a banda "Adler", um trio com Steven na bateria. O grupo lançou o álbum "Back From The Dead". 
Sobre gravar com o Adler, Steven diz: "Eu amo a música que estamos criando! Eu não estive tão animado com minha banda desde os dias do GN'R. "Conte pra nós se você concorda, comentando sobre a música abaixo.
A música lançada foi "The One That You Hated".

## Steven Adler e Slash
Em 2009, Adler participou da gravação do álbum solo de Slash, intitulado "Slash", que foi lançado no primeiro semestre de 2010. O baterista participou da faixa Baby Can't Drive, que conta com Alice Cooper e Nicole Scherzinger nos vocais, Flea no baixo e Slash na guitarra. 

## Tocar com o GN'R após 26 anos
No dia 6 de julho de 2016, Steve foi convidado a tocar durante um show do GN'R em Cincinnati, nos Estados Unidos. Axl Rose, Slash e Duff McKagan o receberam no palco, como baterista da formação clássica da banda. 
Adler assumiu as baquetas em “Out Ta Get Me” e “My Michelle”, faixas do álbum “Appetite For Destruction” (1987). 
A performance foi registrada por um fã que estava na plateia e o vídeo foi disponibilizado no YouTube.
Atualmente, o baterista faz ocasionais participações como convidado em shows do Guns n' Roses.

## Discografia

### Com Guns N' Roses
Álbuns de estúdio
- Appetite for Destruction (1987)
- G N' R Lies (1988)
- Use Your Illusion II (1991; "Civil War" somente)

EPs
- Live ?!*@ Like a Suicide (1986)
- Live from the Jungle (1988)
- The "Civil War" EP (1993; "Civil War" somente)

Live albums
- Live Era: '87-'93 (1999)

Singles
- "It's So Easy" (1987)
- "Welcome to the Jungle" (1987)
- "Sweet Child o' Mine" (1988)
- "Paradise City" (1988)
- "Patience" (1989)
- "Nightrain" (1989)
- "Civil War" (1993)

### Com Adler's Appetite
EPs
- Adler's Appetite (2005)
- Alive (2012)

Singles
- "Alive" (2010)
- "Stardog" (2010)
- "Fading" (2010)

## Com "Adler"
Álbuns de estúdio
- Back From The Dead (2012)

Singles
- "The One That You Hated" (2012)

### Gravações de sessão
Com Slash
- Slash (2010; "Baby Can't Drive" somente)